# Mont Ogura
Le mont Ogura (御座山, Ogura-san) est une montagne située entre les villages de Kitaaiki et Minamiaiki, du district de Minamisaku dans la préfecture de Nagano au Japon. Avec un sommet à 2 112 m d'altitude, c'est la plus haute montagne de Minamiaiki.
Il est connu pour les fleurs de Rhododendron japonais (shakunage en japonais) qui fleurissent dans la première quinzaine du mois de juin.

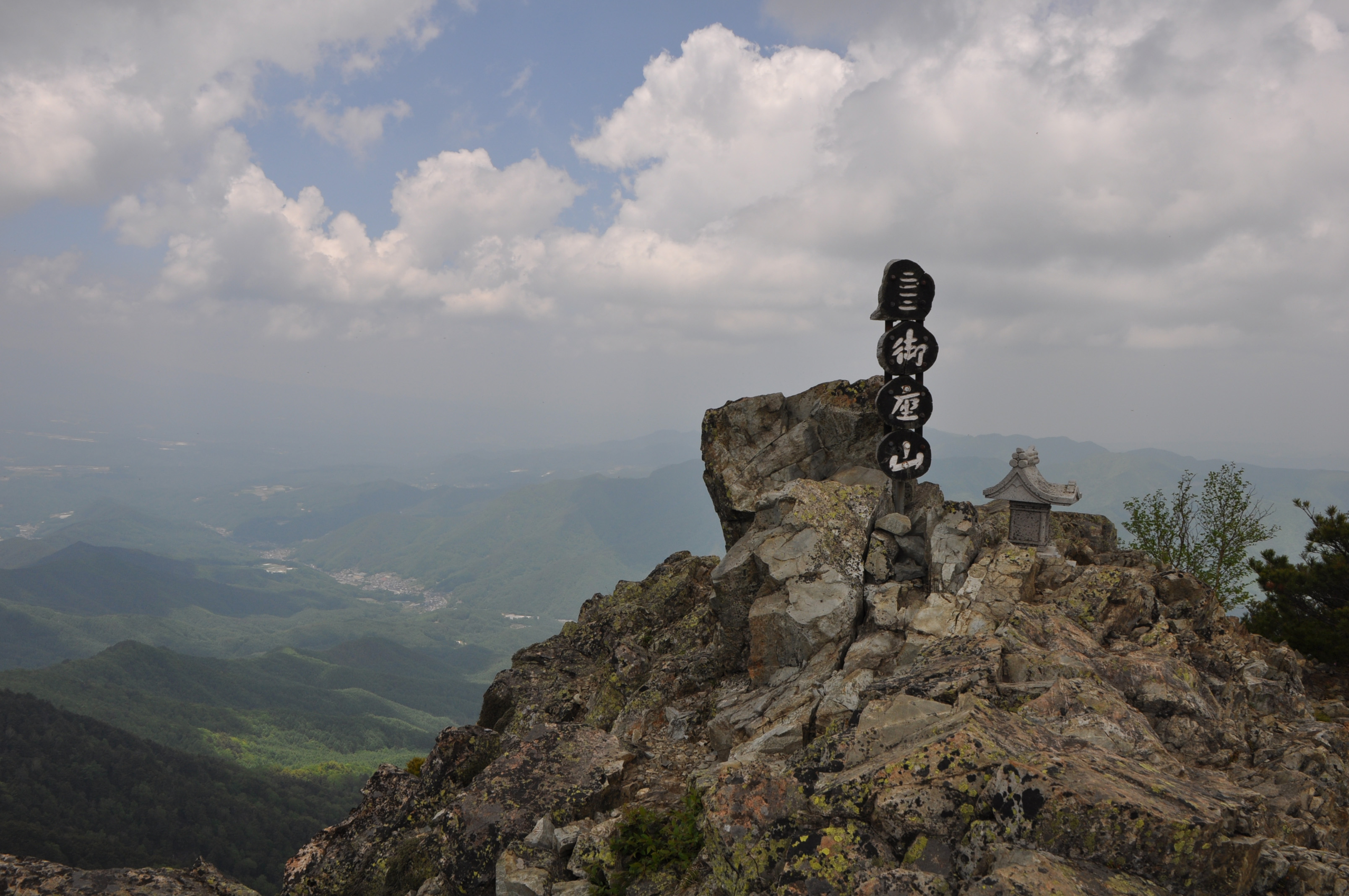
Vue du sommet du mont Ogura.